# Leucania atrata
Leucania atrata är en fjärilsart som beskrevs av Remm och Jaan Viidalepp 1979. Leucania atrata ingår i släktet Leucania och familjen nattflyn. Inga underarter finns listade i Catalogue of Life.